# 카타리나 운트
카타리나 운트(에스토니아어: Katariina Unt, 1971년 12월 6일 ~ )는 에스토니아의 배우이다.